# Hylesia oroyex
Hylesia oroyex är en fjärilsart som beskrevs av Paul Dognin 1922. Hylesia oroyex ingår i släktet Hylesia och familjen påfågelsspinnare. Inga underarter finns listade i Catalogue of Life.